# Гильом II де Лара
Гильо́м (Гийом) II де Лара́ (фр. Guillaume II de Lara) или Гильо́м II де Нарбонн (фр. Guillaume II de Narbonne; 1397 — 17 августа 1424) — виконт де Нарбонн, судья (то есть правитель) юдиката Арбореа в Сардинии, французский военачальник времён Столетней войны. Примкнул к партии короля, против англичан и их союзников. Погиб в сражении при Вернее.

## Биография
Происходил из рода Манрике де Лара. После смерти отца, Гильома I, унаследовал виконтство Нарбонн в Лангедоке. Также как внук Беатриче де Арбореа в 1407 года заявил притязания на юдикат Арбореа в Сардинии, бывшей яблоком раздора между французами и арагонцами, власти французского судьи в то время подчинялась большая часть острова; арагонцам же оставались только Альеро, Кальяри и несколько замков.

## Война за сардинские владения
Пытаясь вернуть утраченное, Мартин II Сицилийский, сын арагонского короля, вместе с войском на десяти галерах высадился в Альеро 6 октября 1408 года, и пытаясь разрешить соперничество мирным путём, вступил в переговоры с Леонардо Капелло, наместником округа, правившим от имени виконта Гильома, бывшего в то время во Франции. В декабре он перебрался в Кальяри, где продолжая переговоры, дожидался прибытия каталонского флота.
Гильом прибыл на остров 8 декабря 1408 года, после чего переговоры были прерваны. 13 января 1409 года Гильом II в Ористано принял корону и титул короля Арбореа, графа Госеано, виконта Бас.
Последовавшие за этим военные действия были неудачны для французов, противники сумели захватить весь юго-запад острова.
В сражении 20 июня того же года при Санлури Мартин вновь одержал победу, но 25 июля того же года скончался от малярии, но война тем не менее продолжалась, Гильому удалось вернуть себе Сассари и часть Логудуро, но 25 марта 1410 года Ористано вынужден был открыть ворота арагонской армии. Сардинская корона перешла к отцу Мартина II — Мартину I Старому, королю Арагона, который, однако, скончался в том же году. Сицилийская партия, по-прежнему не желавшая подчиниться французам, противопоставила Гильому Фердинанда I, при том, что Людовик, король Неаполитанский также заявил права на Сардинию.
В конце концов, в 1417 году Гильом II вынужден был окончательно уступить сардинские владения Альфонсу V Арагонскому, договорившись о выкупе в 183 тыс. золотых флоринов, причем первые 10 тыс. должны были быть ему выплачены незамедлительно (по другим сведениям соглашение было заключено в августе 1420 г. и сумма составила 100 тыс. золотых флоринов).

## Участие в Столетней войне
После начала войны бургиньонов и арманьяков примкнул к последним, став одним из членов Жиенской лиги 10 апреля 1410 года.
13 декабря 1415 года он принял в Нарбонне Сигизмунда, императора Священной Римской империи, а также послов Кастилии, Наварры, и Арагона, графов Арманьяка и Фуа, с которыми подписал т. н. «нарбоннское соглашение», утверждённое впоследствии собором в Констанце. Этим соглашением из трех соперничавших пап, предпочтение отдавалось Бенедикту XIII.
10 сентября 1419 года сопровождал дофина Карла в Монтеро, где принимал участие в убийстве бургундского герцога Жана Бесстрашного. В наказание за это убийство король Карл VI, подстрекаемый своей женой и новым герцогом бургундским Филиппом Добрым, конфисковал все его владения, в то время как дофин в благодарность назначил его командующим своими войсками в Нормандии. Там, соединившись с войсками графа д’Омаля, он разбил англичан при Берне в 1422 году; перед началом битвы д’Омаль произвел его в рыцари. Тогда же, в награду за службу, дофин пожаловал ему город и замок Сессенон.
В 1424 году опять же при содействии д’Омаля, захватил Шарите-сюр-Луар и Косн. 17 августа того же года Гильом II де Нарбонн погиб в сражении при Вернёе. Его тело, найденное на поле сражения, по приказу герцога Бедфорда было подвергнуто четвертованию и повешению, затем похоронено в аббатстве Фонтфруад.

## Семья и дети
Был сыном Гильома I, виконта де Нарбонн (после смерти которого в 1397 году) получил владения и титул Герины де Бофорт.
30 ноября 1415 года он женился на Маргарите д’Арманьяк, племяннице Бернара VII д’Арманьяк, коннетабля Франции, дочери его брата Жана III д’Арманьяка; детей не имел.
После его кончины виконтство Нарбоннское отошло к его единоутробному брату Пьеру де Линьеру, принявшему имя Гильома III.